# Medina Ragda

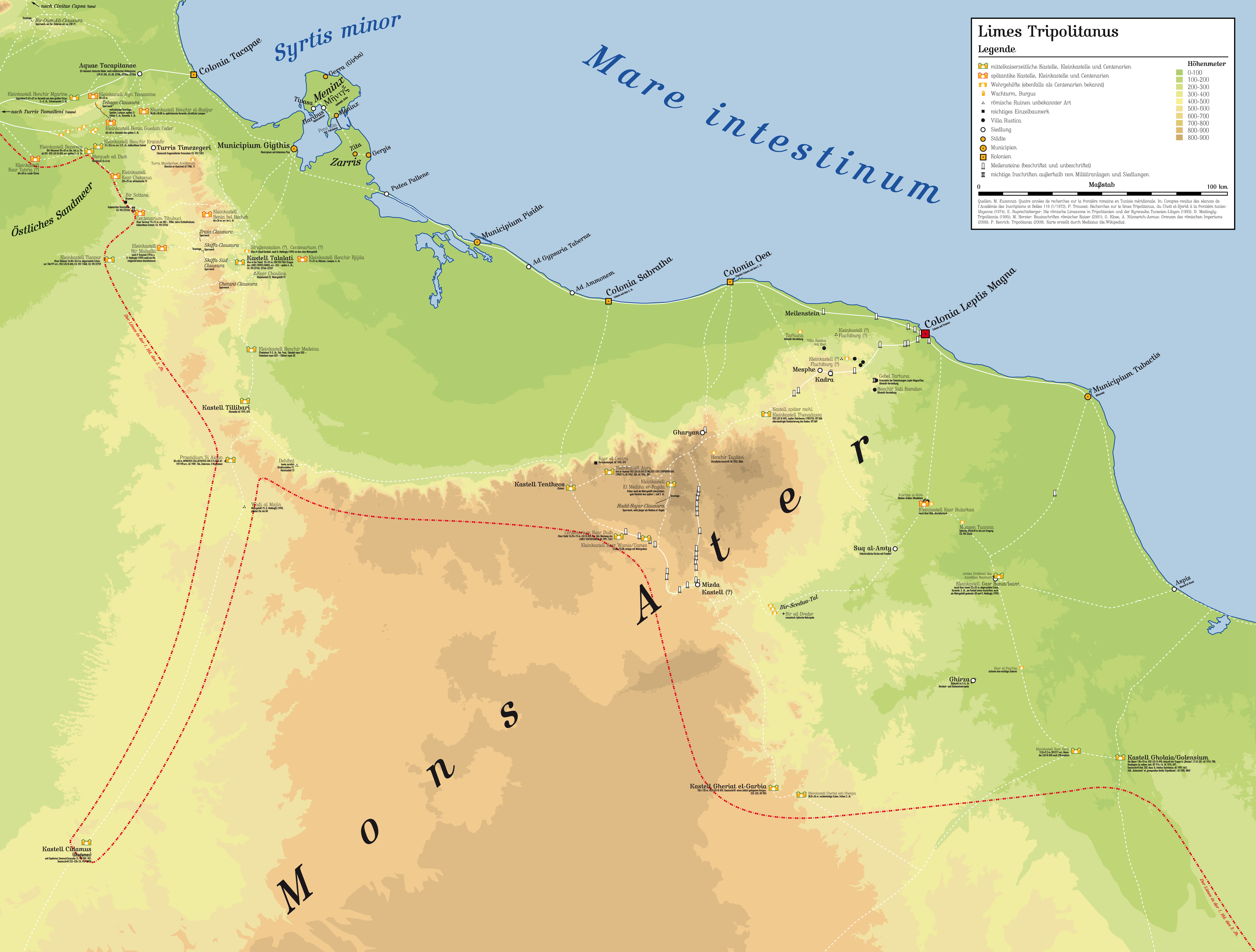
Medina Ragda im Verbund des Limes Tripolitanus

Medina Ragda, auch als Medina er-Ragda bekannt, ist ein römischer Fundort im Nordwesten von Libyen, der höchstwahrscheinlich als ein ehemaliges Kleinkastell anzusprechen ist. Die Überreste der Befestigung liegen im Dschabal Nafusa, einem Schichtstufen-Bergland im Hinterland von Tripolitanien im Munizip al-Dschabal al-Gharbi. Die fragliche Besatzung der Anlage wäre für rückwärtige Sicherungs- und Überwachungsaufgaben am Limes Tripolitanus in der Provinz Africa proconsularis, später Tripolitania, zuständig gewesen. Die Grenzanlagen bildeten hier ein tiefgestaffeltes System von Kastellen und Militärposten. Unweit der Fortifikation lässt sich das vorgelagerte Sperrwerk der Clausura Hadd Hajar nachweisen. Dort konnte der Grenzverkehr ins Landesinnere kanalisiert und überwacht werden.

## Lage
Medina Ragda befindet sich im Nafusa-Gebirge. Diese Region trennt die nach Norden zum Mittelmeer reichende Djeffara-Ebene mit ihren landwirtschaftlich nutzbaren Flächen von der Wüste Sahara und dem steinigen Plateau der Hammada al-Hamra. Südlich von Medina Ragda fällt das Bergland zu einer mächtigen, teils von weiten Trockentälern durchzogenen Steilstufe hin ab. Dort befindet sich der Oberlauf des Wadi Sofeggin, dem bedeutendsten und größten Trockental Tripolitaniens. Dieser Oberlauf bildete auch die römische Reichsgrenze. Sie erhielt in diesem Bereich nach einer wohl während der Regierungszeit des Kaisers Philippus Arabs (244–249) durchgeführten Organisationsreform des tripolitanischen Grenzschutzes einen regionalen Abschnittsnamen und wurde nun als Limes Tentheitanus bezeichnet.
Die Befestigung liegt an einer nach Süden führenden Abzweigung der aus dem Itinerarium Antonini, einem römischen Reichsstraßenverzeichnis aus dem 3. Jahrhundert n. Chr., bekannten Straße, die von der Küstenstadt Tacape (Gabès) im Westen zum östlich gelegenen Lepcis Magna (al-Khums) reichte. Gemäß diesem Verzeichnis bezog sich der Begriff des Limes Tripolitanus auf diese Route. Am Garnisonsort Bezereos erreichte die Trasse das unmittelbare Grenzgebiet und verlief in der weiteren Folge auf den Höhen des Nafusa- und Garian-Gebirgszugs über die Stationen Tentheos, Auru und Thenadassa (Ain Wif) zur Mittelmeerküste zurück. Die zu Medina Ragda führende Abzweigung befand sich zwischen den Garnisonsorten Auru und Thenadassa und mündete in der Ebene des oberen Wadi Sofeggin an der von Tentheos zum Kastell Mizda führenden Grenzstraße des Limes Tentheitanus. Der Verlauf dieser von Karawanen genutzten Route wird durch Meilensteine gesichert, die während der Regierungszeit des Kaisers Caracalla (211–217) errichtet worden sind.

## Forschungsgeschichte
Die Ruinen von Medina Ragda wurden unter dem Namen Medina Doga erstmals durch eine 1817 dokumentierte Beschreibung des britischen Admirals William Henry Smyth (1788–1865) bekannt. Nachdem der Orientreisende Henry Swainson Cowper (1865–1941) während seines Libyenaufenthalts 1895/1896 vergeblich versucht hatte, die Örtlichkeit wiederzuentdecken, geriet sie anschließend wieder in Vergessenheit. Zu Beginn des 20. Jahrhunderts erkundete der Offizier Henri Méhier de Mathuisieulx von Algerien aus im Auftrag der französischen Regierung in Form mehrjähriger Forschungsreisen die damals dem Osmanischen Reich unterstellte Region Tripolitanien. Als Teil seiner umfassenden Landesaufnahmen unternahm de Mathuisieulx auch Expeditionen zu vielen antiken Stätten des Landes. So war er 1904 der erste, der die Fortifikation als Militärstation identifizierte, doch fand auch seine Meldung keinen weiteren Niederschlag in der Limesforschung. Erst als die Archäologin Olwen Brogan (1900–1989) das wenige Kilometer entfernte Sperrwerk von Hadd Hajar erforschte und dabei erneut auf Medina Ragda stieß, geriet die Diskussion um diesen Fundort in Bewegung. Brogan sah die Überreste nicht als Militärstandort an, sondern postulierte vorsichtig einen befestigten Wehrbauernhof. Neuere Untersuchungen in Zusammenhang mit der Lage hinter der Grenzsperre von Hadd Hajar und unmittelbar an der Straße in das Nafusa-Gebirge lassen jedoch eher den Schluss zu, sich der Meinung von Mathuisieulx anzuschließen. Zu diesem Ergebnis kam unter anderem die zwischen 1979 und 1989 tätige Forschungsgruppe der UNESCO Libyan Valleys Archaeological Survey (ULVS).

## Baugeschichte
Die auf einem Hügel gelegene quadratische Anlage nimmt einen Raum von rund 38 × 38 Metern (= 0,14 Hektar) ein und besitzt nur einen Zugang. An einer Seite dieses Zugangs sind Vertiefungen zu erkennen, möglicherweise die Reste eines Umfassungsgrabens. Das Quadermauerwerk ist noch bis zu einer Höhe von fünf Steinlagen erhalten. Die vier Außenecken des Bauwerks sind rechtwinklig zueinandergerichtet. Sowohl die östliche Umwehrung als auch Teile des Nord- und Westwalls bestehen aus Werksteinen, die eine Stärke von rund einem Meter aufweisen. Die übrigen Mauersektionen bestehen aus einer Schalenkonstruktion aus sorgfältig bearbeiteten rechteckigen Steinen. Ihr Kern ist mit Bruchsteinen verfüllt. Auch hier beträgt die Wandstärke einen Meter. Einige Mauerbereiche sind auch in der Opus africanum-Technik errichtet. Im Inneren befindet sich ein kleiner rechteckiger Lichthof, um den eine Reihe von Kammern angeordnet sind. Das Baukonzept lässt sich mit dem des noch besser erhaltenen, aber wesentlich kleineren Centenariums Gasr Duib vergleichen.

## Datierung
Die aus der Fortifikation und ihrem Umfeld geborgenen Keramikfragmente datieren vom ersten bis vierten Jahrhundert n. Chr. Zu diesen Funden gehören auch frühe Terra Sigillata sowie frühe Formen der afrikanischen Rotschlicker-Keramik. Die Blütezeit der Anlage lag nach Meinung des Archäologen David J. Mattingly im späten ersten und im zweiten Jahrhundert n. Chr. Gerade diese frühe Zeitspanne bestärkt die militärische Interpretation der Baulichkeiten. Die Fundanalyse macht deutlich, dass Medina Ragda etwas früher als die Clausura Hadd Hajar gegründet wurde, doch ist eine konzeptionelle Verbindung zwischen den beiden Anlagen nicht unwahrscheinlich.